# Poecilolampis saltatrix
Poecilolampis saltatrix är en insektsart som beskrevs av Marius Descamps 1978. Poecilolampis saltatrix ingår i släktet Poecilolampis och familjen Romaleidae. Inga underarter finns listade i Catalogue of Life.